# Alí Zeidan
Ali Zeidan (15 de diciembre de 1950) es un político libio. Fue seleccionado por el Congreso General Nacional el 14 de octubre de 2012 como primer ministro. El cargo le fue retirado el 11 de marzo de 2014 tras perder una moción de censura.
Antes de la guerra de Libia de 2011, Zeidan era un abogado de derechos humanos en Ginebra y, según algunos medios, es un gran defensor del liberalismo.

## Trayectoria
Ali Zeidan fue diplomático de su país durante la década de 1970, sirviendo bajo las órdenes del entonces Embajador Libio en India, Mohamed Yousef al-Magariaf. Ambos desertaron del gobierno libio y en 1980 decidieron formar el Frente Nacional para la Salvación Libia, un grupo que se opuso al gobierno del Coronel Gadafi. Por ello Zeidan tuvo que pasar 30 años exiliado en Europa.
Con el comienzo de la guerra de Libia de 2011 contra Gadafi, que por aquel entonces llevaba ya más de 40 años en el poder, Zeidan trabajó como enviado del opositor Consejo Nacional de Transición en Europa, y se cree que tuvo papel importante en las negociaciones que convencieron a Nicolas Sarkozy para armar a las fuerzas rebeldes libias.
El 7 de julio de 2012, Zeidan fue elegido como congresista en representación de Al Jufrah en las Elecciones al Congreso Libio. Decidió presentarse como candidato a portavoz del Congreso, pero perdió frente a su antiguo compañero Magariaf, obteniendo solo 85 votos. Así pues, el 10 de octubre de 2012, Zeidan rechazó su escaño en el Congreso.

## Primer ministro
Después del intento fallido de Mustafa Abu Shagur de formar un gobierno, Zeidan retomó su puesto en el Congreso y se presentó como candidato a primer ministro, enfrentándose al islamista Mohammed Al-Harari. Zeidan resultó ganador con 93 votos frente a los 85 de Harari, y se le dio un plazo de 2 semanas para presentar su candidatura de gobierno. En las votaciones, Zeidan tuvo el apoyo de la liberal Alianza de Fuerzas Nacionales, así como de ciertos independientes afiliados al llamado Grupo Obrero (con 20 miembros) y el Grupo Sureño (con 31).
La propuesta de gobierno de Zeidan fue aprobada por el Congreso el 31 de octubre de 2012, a pesar de que seis miembros fueron investigados por vínculos con el antiguo régimen de Gadafi. No obstante, los seis fueron declarados no culpables y el Gobierno de Zeidan fue constituido el 14 de noviembre. Su gabinete mostraba un equilibrio tanto geográfico como político, incluyendo miembros de la Alianza de Fuerzas Nacionales, el Partido Justicia y Construcción, e independientes.

### Crisis política: al borde del Estado fallido
El Gobierno de Zeidan fue incapaz de hacer frente al problema de las milicias que habían luchado contra Gadafi en la guerra. Cada una de ellas tenía su propia ideología y cada grupo armado utilizó su poder para conseguir imponer sus demandas. Estaban al control de la seguridad de las ciudades, el control de las fronteras, la gestión de los centros de detención y la protección de las instalaciones estratégicas del país.
En algunas ocasiones el Gobierno tuvo incluso que pagar a las milicias para que desbloquearan ciudades y enclaves petroleros, e incluso se rumoreó la creación de una fuerza de élite para proteger al primer ministro. Todas estas medidas fracasaron y el 10 de octubre de 2013 una milicia semioficial, la Sala de Operaciones de los Revolucionarios Libios, intentó hacerse con el país y secuestró brevemente a Zeidan.
El Congreso General, dominado en su mayoría por islamistas y presidido desde junio de 2013 por Nuri Abu Sahmain, no era capaz de imponer orden y estaba bloqueado por los Hermanos Musulmanes, que se oponían frontalmente al mandato de Zeidan y dimitieron de todos sus cargos, organizando varias medidas y una moción de censura para intentar destituirle.
Al problema de la violencia armada y del fracaso político, se le sumó una nueva ola de manifestaciones, muchas de ellas de carácter liberal, que querían resultados inmediatos y el fin del Congreso Nacional, para dar lugar a un nuevo Gobierno que fuera capaz de poner fin a las milicias. En este contexto se dio un segundo intento de Golpe de Estado, esta vez organizado por militares y coordinado presuntamente por Khalifa Belqasim Haftar, con el objetivo de crear este nuevo ejecutivo y "devolver el país al camino de la revolución".

#### Intento de golpe de Estado de 2013
El 10 de octubre de 2013, el primer ministro libio Alí Zeidan fue secuestrado y brevemente retenido por miembros del grupo Sala de Operaciones de los Revolucionarios Libios, bajo instrucciones del Servicio de Investigación Criminal, en su residencia del Hotel Corintia (de Trípoli).
Ambos grupos, que estaban indirectamente relacionados con los Ministerios de Interior y de Defensa, aseguraron que la operación era una respuesta a la captura por parte de SEALs estadounidenses de Abu Anas al Libi en Trípoli, un terrorista de Al Qaeda próximo a Osama Bin Laden, lo cual vieron como una violación de su soberanía. Sin embargo, para Zeidan se trató de un «intento de Golpe de Estado» y dijo que el responsable de la compleja operación, que había movilizado a cientos de efectivos, solo podía ser una fuerza política.
Tras una investigación, Zeidan anunció que los planificadores de la operación fueron dos congresistas de Zauiya independientes y de ideología islamista: Mustafa Treiki y  Mohamed  Al-Kilani. La inmunidad parlamentaria, así como la falta de autoridad y rivalidad dentro del Congreso, permitió que ambos permanecieran impunes.

### Moción de censura de marzo de 2014: fin de su mandato
En marzo de 2014, el barco MV Morning Glory, con bandera norcoreana, intentó extraer de manera clandestina petróleo del puerto del Golfo de Sidra, que estaba en manos de los rebeldes federalistas de Ibrahim Jadran, contrarios al gobierno central de Trípoli. La operación fue descubierta por las autoridades libias y el barco fue interceptado con la ayuda de los Estados Unidos, pero desembocó en una nueva crisis política al gabinete Alí Zeidan, que fue oficialmente destituido tras perder una moción de censura el 11 de marzo. Zeidan fue sucedido de manera interina por Abdullah al-Thani.
Para julio de 2014 al-Thani logró negociar con los rebeldes cirenaicos, que entregaron el control de los puertos de Ras Lanuf y Sidra, poniendo así fin a las crisis petrolera de Libia.

## Huida a Europa
Tras haber sido destituido como primer ministro, Zeidan abandonó Libia en un avión privado para establecerse en algún lugar de Europa. Pese a que oficialmente no había ningún cargo contra él, el fiscal general le había impedido viajar. Zeidan dijo actuar habiendo sido aconsejado por los parlamentarios que le eran favorables y para protegerse de posibles enemigos.
Zeidan fue entrevistado por Christiane Amanpour, corresponsal en jefe internacional de CNN, a la cual expresó su voluntad de volver a su país si mejoraban las condiciones de seguridad. Igualmente aseguró que Naciones Unidas u otras potencias regionales deberían haber intervenido militarmente en Libia para garantizar la seguridad del país. En otra entrevista concedida a Al Arabiya Zeidan aseguró que los Hermanos Musulmanes y su rama en Libia (el Partido Justicia y Construcción) estaban tratando de controlar el poder y de impedir la celebración de elecciones.
En mayo de 2014, Zeidan reapareció en público para expresar su apoyo a la Operación Dignidad dirigida por el militar Jalifa Haftar contra el Congreso libio por su apoyo a las milicias islamistas.